# Église Saint-Christophe de Fornols
Pour les articles homonymes, voir église Saint-Christophe.
L'église Saint-Christophe de Fornols est une église romane en ruines située à Campôme, dans le département français des Pyrénées-Orientales.

## Histoire
Il y a une première mention de l'église en 1341, mais elle pourrait dater du XIème siècle.

## Architecture
L'église est construite principalement en schiste local (fin du Cambrien - début de l'Ordovicien). Elle comporte cependant quelques éléments en granit (le granit, hercynien, se trouve en surface à environ un kilomètre au nord-ouest).
Certaines parties importantes de l'édifice se sont effondrées au XXe siècle.

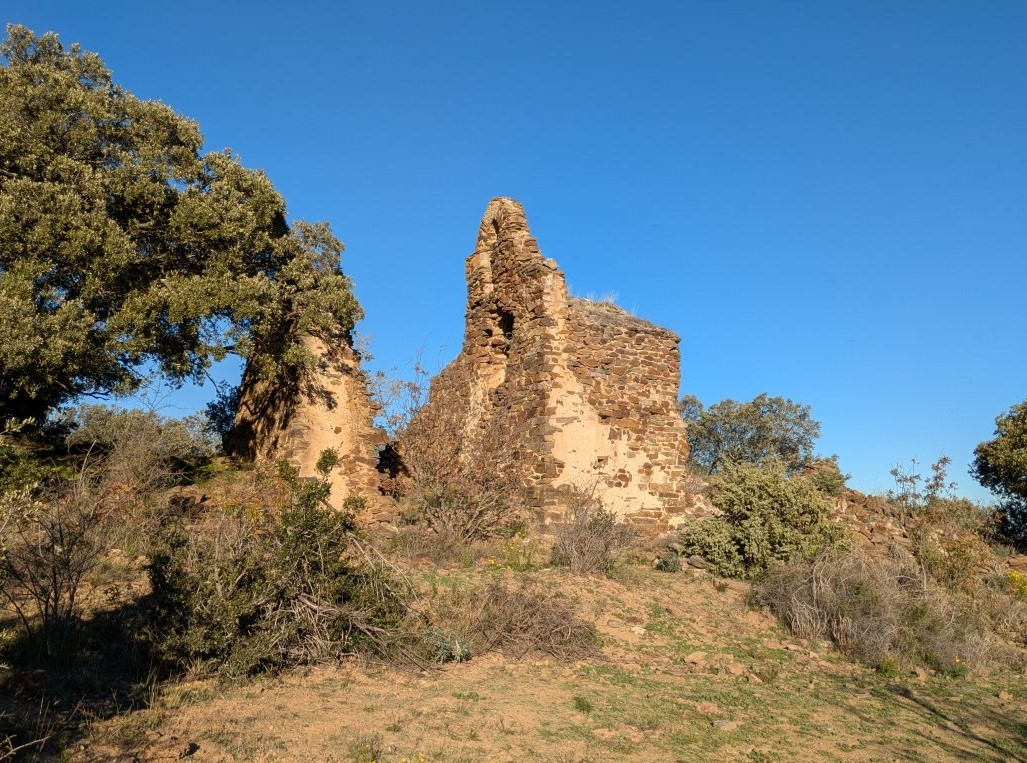
Vue depuis le sud-ouest
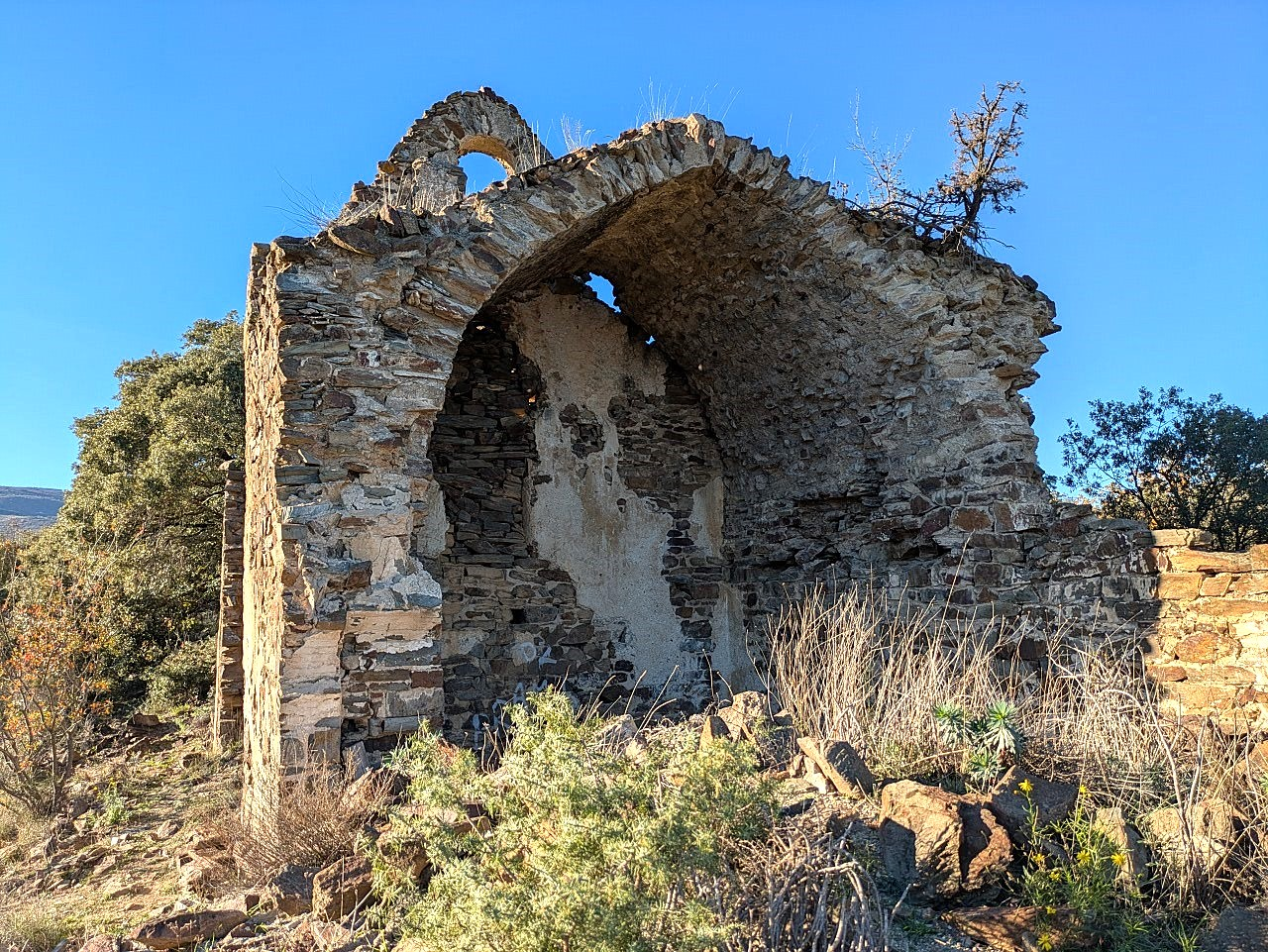
Vestiges de l'intérieur de la partie orientale de l'église